# Gletjärnen, Jämtland
Gletjärnen är en sjö i Åre kommun i Jämtland och ingår i Indalsälvens huvudavrinningsområde. Sjön har en area på 0,0711 kvadratkilometer och ligger 583,7 meter över havet.

## Delavrinningsområde
Gletjärnen ingår i det delavrinningsområde (705715-135124) som SMHI kallar för Utloppet av Östra Kjolsjön. Medelhöjden är 578 meter över havet och ytan är 19,79 kvadratkilometer. Räknas de 6 avrinningsområdena uppströms in blir den ackumulerade arean 39,87 kvadratkilometer. Öster-Kjolån som avvattnar avrinningsområdet har biflödesordning 2, vilket innebär att vattnet flödar genom totalt 2 vattendrag innan det når havet efter 337 kilometer. Avrinningsområdet består mestadels av skog (63 procent) och kalfjäll (15 procent). Avrinningsområdet har 2,17 kvadratkilometer vattenytor vilket ger det en sjöprocent på 10,9 procent.